# Dacildo Mourão
Francisco Dacildo Mourão Albuquerque (Fortaleza, 30 aprile 1961) è un ex arbitro di calcio brasiliano, internazionale dal 1995 al 1999.

## Carriera
Attivo a livello statale dagli anni 1980, approdò presto al calcio professionistico, dopo aver arbitrato alcune partite di dilettanti. È stato affiliato sia alla CBF che alla Federazione Cearense. Ha arbitrato la finale della Coppa del Brasile 1997, suo massimo risultato in carriera in ambito nazionale; la sua carriera internazionale è durata circa quattro anni, e lo ha visto presenziare in tre edizioni della Coppa Libertadores, due della Coppa CONMEBOL e in tre incontri delle Qualificazioni al campionato mondiale di calcio 1998.